# Brbinj
Brbinj je manjše naselje in istoimenski zaliv na Dugem otoku (Hrvaška), ki upravno spada pod občino Sali Zadrske županije.

## Geografija
Brbinj je naselje, ki leži ob istoimenskem zalivu na severovzhodni strani otoka, 12 km južno od Božave. Kraj je obkrožen z borovim gozdičkom in oljkami. V dnu zaliva sta še dva manjša zalivčka; severni imenovan Lučina in južni imenovan Bok. Ob zalivčku Lučina, pred katerim leži otoček Utra, se razprostirajo hiše naselja.  Zaliv Lučina je zaščiten pred vsemi vetrovi, zunanji del zaliva pa je izpostavljen burji. V zaliv, ki ima manjši, 25 m dolg pomol, kjer pristajajo trajekti iz Zadra, lahko vplujejo in se sidrajo manjše jahte. Globina morja v zalivu je do 5 m. Na pomolu stoji svetilnik, ki oddaja svetlobni signal: R Bl 3s.

## Prebivalstvo
V Brbinju živi okoli 250 prebivalcev.
| Pregled števila prebivalcev po letih | Pregled števila prebivalcev po letih | Pregled števila prebivalcev po letih | Pregled števila prebivalcev po letih | Pregled števila prebivalcev po letih | Pregled števila prebivalcev po letih | Pregled števila prebivalcev po letih | Pregled števila prebivalcev po letih | Pregled števila prebivalcev po letih | Pregled števila prebivalcev po letih | Pregled števila prebivalcev po letih | Pregled števila prebivalcev po letih | Pregled števila prebivalcev po letih | Pregled števila prebivalcev po letih | Pregled števila prebivalcev po letih |
| ------------------------------------ | ------------------------------------ | ------------------------------------ | ------------------------------------ | ------------------------------------ | ------------------------------------ | ------------------------------------ | ------------------------------------ | ------------------------------------ | ------------------------------------ | ------------------------------------ | ------------------------------------ | ------------------------------------ | ------------------------------------ | ------------------------------------ |
| 1857                                 | 1869                                 | 1880                                 | 1890                                 | 1900                                 | 1910                                 | 1921                                 | 1931                                 | 1948                                 | 1953                                 | 1961                                 | 1971                                 | 1981                                 | 1991                                 | 2001                                 |
| 202                                  | 233                                  | 230                                  | 238                                  | 309                                  | 333                                  | 328                                  | 327                                  | 328                                  | 336                                  | 296                                  | 272                                  | 104                                  | 168                                  | 85                                   |

## Gospodarstvo
Glavna gospodarska dejavnost so turizem, ribolov in poljedelstvo.

## Zgodovina
Okolica kraja je bila poseljena že v prazgodovini. Nad naseljem stoji kamnita ilirska gomila. Sam Brbinj pa se v starih listinah prvič omenja konec 12. stoletja. Župnijska cerkev sv. Kuzme je bila postavljena 1195.